# Lời của Đức tin
Lời của Đức tin là một trào lưu thuộc các giáo hội Ngũ Tuần và Ân tứ. Học thuyết trọng tâm của nhóm này, theo quan điểm của họ, là ý niệm cho rằng mọi tín hữu nên tìm kiếm "ân tứ" chữa bệnh bằng phép mầu và mưu cầu phúc lợi trần thế qua đức tin. Họ tin rằng tín hữu có thể tiếp cận sức mạnh của đức tin qua việc xưng nhận bằng lời nói. Giáo thuyết này được phổ biến rộng rãi trên sóng phát thanh, truyền hinh, trên Internet, và trong nhiều nhà thờ
Lời của Đức tin nhấn mạnh đến sự chữa lành tâm linh và thể xác, những liệu pháp cho các vấn đề tài chính, cảm xúc, giao tiếp, cũng như sự hưng thịnh trong đời sống vật chất dành cho bất cứ ai biết xưng nhận bằng đức tin mạnh mẽ. Họ cho rằng phải công bố những lời hứa và sự quan phòng mà chúng ta muốn Chúa ban cho, miễn là phù hợp với ý Ngài. Thuật từ Lời của Đức tin, theo họ, đến từ Kinh Thánh (Rô-ma 10: 8): "Đó là lời đức tin mà chúng tôi giảng dạy".

## Khởi nguyên
Học thuyết này khởi đầu với E. W. Kenyon (1867 – 1948). Là một hiệu trưởng, viết sách và dạy Kinh Thánh ở vùng New England, Hoa Kỳ, Kenyon là tác giả 18 quyển sách hình thành nền tảng cho thần học Lời của Đức tin. Câu nói nổi tiếng của Kenyon vẫn được truyền tụng trong phong trào cho đến ngày nay là "Tôi sở hữu điều tôi xưng nhận" (What I confess, I possess).
Chịu ảnh hưởng sâu đậm từ Kenyon, Kenneth Hagin (1917 – 2003) ở Tulsa, Oklahoma, triển khai những khái niệm của Kenyon về sự xưng nhận, và bắt đầu thuyết giảng về quy trình bốn bước để nhận lãnh lời hứa của Thiên Chúa: "Xưng nhận; thể hiện; nhận lãnh; thuật lại". Do đó, Hagin được nhiều người xem là người sáng lập phong trào Lời của Đức tin.
Một số nhà truyền đạo được đào tạo bởi "Papa" Hagin bắt đầu đi ra rao giảng học thuyết này. Nổi bật nhất trong số này là Kenneth Copeland.
Có những cách giải thích khác nhau về nguồn gốc của học thuyết Lời của Đức tin. Theo "Kenyon Connection", một luận văn của D. R. McConnell tại Đại học Oral Roberts, Kenyon đã mượn những giáo huấn của trào lưu New Thought và đặt tên mới cho chúng. Như thế, theo luận cứ của McConnell, Phong trào Lời của Đức tin đã gieo cấy cho mình hạt giống của sự tự hủy. Những luận cứ này được trình bày trong một tác phẩm của McConnell, "Một Phúc âm khác". Ngược lại, theo quan điểm của Joe McIntyre, hiện cai quản Nhà xuất bản Phúc âm Kenyon tại tiểu bang Washington, Kenyon chịu ảnh hưởng của A. B. Simpson và A. J. Gordon. Quan điểm này được trình bày trong "E. W. Kenyon: The True Story", một quyển tiểu sử được viết bởi McIntyre.

## Học thuyết

### Chữa bệnh
Phong trào Lời của Đức tin dạy rằng việc chữa lành bệnh là nhờ sự chết thay của Chúa Cơ Đốc, do đó được ban cho mọi người có đức tin. Họ thường trưng dẫn câu Kinh Thánh chép trong Isaiah 53:5, "Bởi lằn roi người, chúng ta được lành bệnh" và Matthew 8:17 với lập luận rằng Chúa Giê-xu chữa lành người bệnh để "ứng nghiệm lời của tiên tri Isaiah, ‘Ngài đã lấy tật nguyền của chúng ta, và gánh bệnh tật của chúng ta’".
Nhiều nhà thuyết giáo thuộc phong trào này khuyến khích tín hữu bỏ qua triệu chứng của các loại bệnh tật mà tin quyết và xưng nhận rằng họ đã được chữa lành. Theo họ, bệnh tật chỉ là những nỗ lực của Satan tước đoạt quyền có sức khỏe tốt của các tín hữu.
Hầu hết những người ủng hộ thuyết chữa bệnh bằng đức tin không công khai khước từ các điều trị y tế mặc dù có một số người tuyên bố rằng họ có đủ đức tin để không cần đến thuốc men.

### "Những Thượng đế nhỏ"
Các mục sư thuộc phong trào Lời Đức tin bị cáo buộc về những giáo huấn của họ cho rằng các tín hữu là "những thượng đế nhỏ". Kenneth Hagen viết rằng Thiên Chúa "đã tạo dựng chúng ta cùng đẳng cấp với Ngài", và người có đức tin được "gọi là Chúa Cơ Đốc" bởi vì "chúng ta là như thế, chúng ta là Chúa Cơ Đốc!". Theo Hagin, khi được "sinh lại" người tín hữu được "hóa thân cũng giống như Chúa Giê-xu người Nazareth vậy". Còn Kenneth Copeland từng nói Adam "không chỉ giống Thiên Chúa một ít … không chỉ hầu như giống Thiên Chúa … ngay cả không thấp kém hơn Thiên Chúa", và bảo với các tín hữu "Chúng ta không có một Thiên Chúa trong lòng. Chúng ta chính là Thiên Chúa". Một câu nói thường được nhắc đến trong các bài giảng của phong trào Lời của Đức tin là Thiên Chúa tạo dựng con người là "một bản sao chính xác của Thiên Chúa".
Sau khi những giáo huấn này được công bố đã bùng nổ những tranh luận gay gắt về thần học, và nhiều người xem chúng là tà thuyết. Nhiều nhà phê bình trong cộng đồng Tin Lành (Evangelical) khẳng định rằng chúng là tà giáo. Hank Hanegraaff cho rằng học thuyết này mượn ý tưởng từ những tôn giáo huyền bí ở phương đông như của Maharishi Mahesh Yogi, và sự những biến thể lệch lạc trong sự luận giải Kinh Thánh theo cách của Jim Jones. Đáp trả lại, những người ủng hộ cho rằng họ chỉ làm nổi bật quan điểm của họ về "bản chất thật của Chúa Cơ Đốc", và tương đồng với tư tưởng của C. S. Lewis và Chính Thống giáo Đông phương. Tuy nhiên, giáo lý "Theosis" của Chính Thống giáo không dạy rằng con người trở nên, hoặc có thể trở nên, một thân vị có cùng bản thể với Thiên Chúa: được "tái sinh" qua thánh lễ báp têm không có nghĩa là tạo nên một sự hóa thân mới, mà chỉ có nghĩa là tham dự vào sự hóa thân của Chúa Giê-xu Cơ Đốc. Chỉ có ba thân vị trong Ba Ngôi thiên thượng là bình đẳng trong cùng bản thể. Con người, được tham dự vào "bổn tánh Thiên Chúa" (2Peter 1:4) chỉ trong năng lực, ân điển và quyền năng sáng tạo của Thiên Chúa, không phải dự phần vào bản thể của ngài. 

### Giàu có vật chất
Theo thần học Lời Đức tin, sự hưng thịnh tài chính và dư dật vật chất là sự ban cho trong sự chết thay của Chúa Giê-xu. Họ dạy rằng Chúa muốn con dân ngài được giàu có, khỏe mạnh, hạnh phúc trong hôn nhân, thuận lợi trong giao tiếp, và hưởng một cuộc sống thịnh vượng. Họ nhấn mạnh rằng Chúa ban năng lực cho tín hữu tìm kiếm và đạt được những lời hứa trong Kinh Thánh. Vì vậy, chịu đựng sự đau khổ và thiếu thốn trong cuộc sống, theo lập luận của họ, không phải do Chúa muốn, nhưng bởi Sa-tan. Theo Copeland, quan điểm cho rằng những hoạn nạn trong cuộc sống là sự trui rèn có ích cho đời sống tâm linh của tín hữu chỉ là "sự lừa dối của Sa-tan, hoàn toàn đối nghịch với Lời Chúa". Hơn nữa, nếu ai đó không chịu trải nghiệm phúc âm hưng thịnh tức là người ấy đang để cho Sa-tan kiểm soát cuộc đời họ.
Họ trưng dẫn lời của Sứ đồ Phao-lô, "Ngài vốn giàu, vì anh em mà tự làm nên nghèo, hầu cho bởi sự nghèo của Ngài, anh em được nên giàu" (2Corinthians 8:9) để hỗ trợ luận cứ cho rằng đây là sự giàu có vật chất. Nhưng theo cách hiểu của đa số tín hữu Cơ Đốc, ở đây Phao-lô chỉ nói đến sự giàu có trong tâm linh.
Những người ủng hộ học thuyết Lời Đức tin cho rằng Chúa Giê-xu và các sứ đồ rất giàu có, do đó họ cũng noi gương mà tìm kiếm những thành đạt về tài chính, trong khi những người phản bác trưng dẫn lời Chúa Giê-xu nói về mình, "Con cáo có hang; chim trời có tổ; song Con người không có chỗ mà gối đầu" (Matthew 8:20), và Sứ đồ Peter (Phê-rô hoặc Phi-e-rơ) nói: "Ta chẳng có vàng bạc chi hết..." (Công vụ các Sứ đồ 3:6), trong khi Sứ đồ Phao-lô khẳng định, "Bởi chưng sự tham tiền bạc là cội rễ mọi điều ác, có kẻ vì đeo đuổi nó mà bội đạo, chuốc lấy nhiều đau đớn" (1Timothy 6:10).
Chúa Giê-xu cũng đã đưa ra những lời cảnh báo nghiêm khắc đối với các môn đồ về sự nguy hại của lòng ham mê tiền bạc, cũng như nhấn mạnh rằng lòng ham mê thế gian không thể đồng hành với cuộc sống đức tin mà mục tiêu tối hậu là sự sống đời đời. Phúc âm Matthew chép lại một trong những lời cảnh báo quan trọng nhất của Chúa Giê-xu về tiền bạc, "Chẳng ai được làm tôi hai chủ; vì sẽ ghét người này mà yêu người kia. Các ngươi không thể làm tôi Thiên Chúa lại làm tôi Ma-môn (thần tiền bạc) nữa" (Matthew 6:24). Trước đó, Chúa Giê-xu cũng đã nhắc nhở các môn đồ, "Các ngươi chớ chứa của cải ở dưới đất, là nơi có sâu mối, ten rét làm hư, và kẻ trộm đào ngạch khoét vách mà lấy; nhưng phải chứa của cải ở trên trời, là nơi chẳng có sâu mối, ten rét làm hư, cũng chẳng có kẻ trộm đào ngạch khoét vách mà lấy. Vì chưng của cải ngươi ở đâu, thì lòng ngươi cũng ở đó". (Matthew 6: 19-21)
Những người ủng hộ thuyết Lời Đức tin như Kenneth Copeland lập luận rằng Phúc âm Hưng thịnh được hậu thuẫn bởi lời của Sứ đồ John (Gioan hoặc Giăng), "tôi cầu nguyện cho anh được thạnh vượng trong mọi sự, và được khỏe mạnh trong phần xác cũng như đã được thạnh vượng về phần linh hồn anh vậy" (3John 2). Copeland nhấn mạnh rằng "hạt giống của sự giàu có đã được gieo trồng trong tâm trí, ý chí và tình cảm của anh em … dần dà chúng sẽ tạo nên một vụ mùa lớn cho anh em nhiều tiền bạc". Những người phản bác cho rằng Copeland và những người ủng hộ đã cố tình tách rời những lời chào thăm của John khi mở đầu bức thư để hậu thuẫn lập luận của họ, mà không quan tâm đến văn cảnh cũng như không xét đến tính đồng nhất của toàn bộ giáo huấn của Tân Ước, và họ trích dẫn lời của vị sứ đồ để hậu thuẫn cho luận cứ của mình, "Chớ yêu thế gian, cũng đừng yêu các vật ở thế gian; nếu ai yêu thế gian, thì lòng yêu kính Chúa Cha chẳng ở trong người ấy" (1John 2:15).

### Đức tin & Xưng nhận
Thuyết Lời Đức tin dạy rằng yếu tố trung tâm của đức tin là "xưng nhận", thường được gọi là "xưng nhận tích cực". Những nhà thuyết giáo như Hagin và Charles Capps lập luận rằng Thiên Chúa đã sáng tạo vũ trụ bằng quyền năng của lời ngài (Sáng thế ký 1). Như thế, khi một người xưng nhận cách tích cực (bằng cách trích dẫn Kinh Thánh) người ấy có quyền năng khiến sự việc xảy ra theo ý muốn. Họ đã đồng nhất đức tin với "năng lực".
Trái lại, cũng theo thuyết Lời Đức tin, những "xưng nhận tiêu cực" sẽ dẫn đến những kết quả tiêu cực, do đó tín hữu cần quan tâm đến lời nói. Giáo huấn này dựa trên cách luận giải theo nghĩa đen câu 21, chương 18 của sách Châm ngôn, "Sống chết nơi quyền của lưỡi; kẻ ái mộ nó sẽ ăn bông trái của nó".

### Chúa Giê-xu chết về phương diện tâm linh
Những người ủng hộ thuyết Lời Đức tin dạy rằng để đền tội thay loài người, Chúa Giê-xu đã chết cả phần thuộc thể và phần thuộc linh. Họ lập luận rằng, do đã "chết thuộc linh" Chúa Giê-xu cần được sinh lại giống các tội nhân khác. Trong khi tin rằng Chúa Giê-xu không hề phạm tội, những người này cho rằng vì Chúa Giê-xu đã bị Thiên Chúa lìa bỏ khi gánh chịu tội lỗi của nhân loại trên thập tự giá nên ngài bị xem là đã phạm mọi tội của loài người.
E.W. Kenyon là người đầu tiên trình bày học thuyết này trong các tác phẩm của ông như "What Happened From The Cross To the Throne" và "Identification: A Romance In Redemption". Về sau, Hagin, Copeland và những người khác triển khai ý tưởng này. Thuyết này nhấn mạnh rằng sự chết thuộc thể của Chúa Giê-xu chỉ là sự khởi đầu của sự đền tội thay cho nhân loại, và Chúa Giê-xu tiếp tục chịu đựng thống khổ trong Hỏa ngục. Họ thường dạy rằng Chúa Giê-xu nhận lấy bản thể Satan của nhân loại, rồi được "sinh lại" trong Hỏa ngục. Thuyết này được Hagin luận giải trong tác phẩm "The Name of Jesus", ấn bản năm 1978. Tuy nhiên, trong một bức thư gởi đến Viện Nghiên cứu Cơ Đốc trong năm 1991, Kenneth Hagin, Jr., con trai của Hagin nói rằng cha mình chưa bao giờ rao giảng thuyết Chúa Giê-xu tái sinh hoặc ngài chấp nhận bản thể của Satan.
Nhiều nhà phê bình xem học thuyết này là tà giáo, giải thích sai lệch giáo lý sự chết đền tội cho nhân loại của Chúa Giê-xu. Họ cũng bày tỏ sự quan ngại về ý niệm cho rằng Chúa Giê-xu trở nên một bản thể với Satan, phải được "tái tạo" rồi sinh lại, xem ý niệm này là mâu thuẫn với giáo huấn của Kinh Thánh và phủ nhận thần tính của Chúa Giê-xu.

## Phê phán
Một trong những người chỉ trích học thuyết này sớm nhất là Charles Farah, giáo sư tại Đại học Oral Roberts (một viện đại học thuộc Phong trào Ngũ Tuần), tác giả quyển From the Pinnacle of the Temple, xuất bản năm 1979, trong đó Farah bày tỏ sự thất vọng đối với học thuyết Lời Đức tin, mà ông cho là có nhiều suy diễn hơn là đức tin, trong khi Robert M. Bowman, Jr., một tác gia Cơ Đốc, cho rằng Lời Đức tin "không phải chính giáo, nhưng không hoàn toàn là tà giáo".
Cũng trong năm ấy, một học giả thuộc Phong trào Ngũ Tuần, Gordon Fee, công bố một loạt bài viết phản bác cả phúc âm hưng thịnh lẫn phúc âm chữa bệnh. Năm 1982, một học trò của Farah, Daniel Ray McConnell, đệ trình một luận án tại Đại học Oral Roberts, lập luận rằng Kenyon là người lập thuyết còn Hagin là kẻ đạo văn của Kenyon, cũng như bày tỏ quan điểm cho rằng học thuyết Lời Đức tin là tà giáo. Năm 1988, luận án này được xuất bản với tựa đề "A Different Gospel".
Một bạn học của McConnell, Dale H. Simmons, cho xuất bản luận án tiến sĩ đệ trình tại Đại học Drew trình bày luận cứ cho rằng Kenyon chịu ảnh hưởng các tôn giáo thần bí siêu hình và phong trào Faith Cure của thế kỷ 19. Năm 1990 chứng kiến việc xuất bản tác phẩm "The Agony of Deceit", một tuyển tập các bài phê bình học thuyết Lời Đức tin. Một trong những tác giả của tuyển tập này, Water Martin, là nhà sáng lập Viện Nghiên cứu Cơ Đốc, tin rằng Kenneth Copeland là tiên tri giả và toàn bộ phong trào này là một sản phẩm của dị giáo.
Năm 1993, trong tác phẩm Christianity in Crisis, Hank Hanegraaff cáo buộc phong trào Lời Đức tin là tà giáo, những người rao giảng học thuyết này cố ý "phỉ báng" Thiên Chúa và Chúa Giê-xu, trong khi "thần thánh hóa" con người và Satan.
Học thuyết này cũng bị chỉ trích là bỏ qua nhiều câu Kinh Thánh cảnh báo về lòng ham mê vật chất và khuyến khích sự tôn trọng dành cho người nghèo cũng như những nỗ lực giúp đỡ họ.

### Phê phán
- Charismatic Chaos by John MacArthur (ISBN 0-310-57572-9)
- Christianity in Crisis by Hank Hanegraaff (ISBN 0-89081-976-9)
- A Different Gospel by Dan R. McConnell (ISBN 1-56563-132-3)
- New Wine or Old Deception by Roger Oakland (ISBN 0-936728-62-0)
- Seduction of Christianity by Dave Hunt (ISBN 0-89081-441-4)
- Righteous Riches. The Word of Faith Movement in contemporary African American Religion by Milmon F. Harrison (ISBN 0-19-515388-X)
- The Word-Faith Controversy by Robert M. Bowman Jr. (ISBN 0-8010-6344-2)
- The Disease of the Health and Wealth Gospels by Gordon Fee (ISBN 0-935789-00-6)
- Unfeigned Faith by Judson Cornwall (ISBN 0-8007-5057-8)
- The Love of Power or the Power of Love by Tom Smail, Andrew Walker, and Nigel Wright. (ISBN 1-55661-454-3)

### Ủng hộ
- Faith and the Pharisees: Sincere Critics Have Been Sincerely Wrong by Ted Rouse (ISBN 1-890900-03-6)
- The Laws of Prosperity by Kenneth Copeland (ISBN 0-88114-952-7) (now available online as a PDF[liên kết hỏng])
- Quenching the Spirit: Discovering the Real Spirit Behind the Charismatic Controversy by William DeArteaga (ISBN 0-88419-432-9)
- The Tongue: A Creative Force by Charles Capps (ISBN 0-89274-061-2)
- What You Say Is What You Get by Don Gossett (ISBN 0-88368-066-1)
- Living a Life Filled with God's Prosperity http://www.ChristianBiblicalProsperity.com Lưu trữ ngày 23 tháng 8 năm 2012 tại Wayback Machine
- Tom Brown gives a defense of the Word of Faith http://tbm.org/faithmove.htm Lưu trữ ngày 5 tháng 10 năm 2007 tại Wayback Machine
- Defending the Modern Faith Movement http://www.victoryword.100megspop2.com/ Lưu trữ ngày 18 tháng 10 năm 2007 tại Wayback Machine
- Articles supporting Word of Faith